# Шаруга, Лешек
Лешек Шаруга (собственно Александр Вирпша; пол. Leszek Szaruga, Aleksander Wirpsza, 28 февраля 1946, Краков — 15 октября 2024) — польский поэт, переводчик, историк литературы и литературный критик.

## Биография
Сын поэта Витольда Вирпши и писательницы Марии Курецкой (1920—1989). В 1970—1980-х годах — редактор самиздатской прессы. В 1979—1989 — сотрудник польского отдела Радио «Свободная Европа». С 1979 связан с парижским журналом Ежи Гедройца Культура, руководил в нём отделом поэзии. В 1987—1990 годах жил в Западном Берлине, сотрудничал с BBC и Deutsche Welle. Вернулся в Польшу в 2003 году. Редактор журналов Новая Польша, Przegląd Polityczny.
Умер 15 октября 2024 года в возрасте 78 лет.

## Книги
- Wiersze (1980)
- Nie ma poezji (1981)
- Pudło (1981)
- Чумное время/ Czas morowy (1982)
- Стиснув зубы/ Przez zaciśnięte zęby (1986)
- Mgły (1987)
- После всего/ Po wszystkim (1991)
- Ключ от бездны/ Klucz od przepaści (1994)
- Собранность/ Skupienie (1996)
- Każdy jest kimś (2000, афоризмы)
- Пану Тадеушу/ Panu Tadeuszowi (2001, посвящается Тадеушу Ружевичу)
- Перед бурей/ Przed burzą (2001)
- Mówienia (2004)
- Wymysły (2005, афоризмы)
- Życiowy wybór, wiersze 1968—1998 (2006)
- Blag (2008)
- Zdjęcie (2008, автобиографическая повесть)
- Powinności literatury i inne szkice krytyczne (2008, литературно-критические эссе)
- Человеческий язык музыки. Читая Ружевича/ Ludzki język muzyki. Czytanie Różewicza (2008)
- Podróż mego życia (2010, автобиография)
- Каннибалы любят людей/ Kanibale lubią ludzi (2012, афоризмы)

## Признание
Премии Фонда Косцельских (1986), журнала Культура (1999). Серебряная медаль «За заслуги в культуре Gloria Artis» (2009).